# Nationale publieke teleradiomaatschappij van Oekraïne

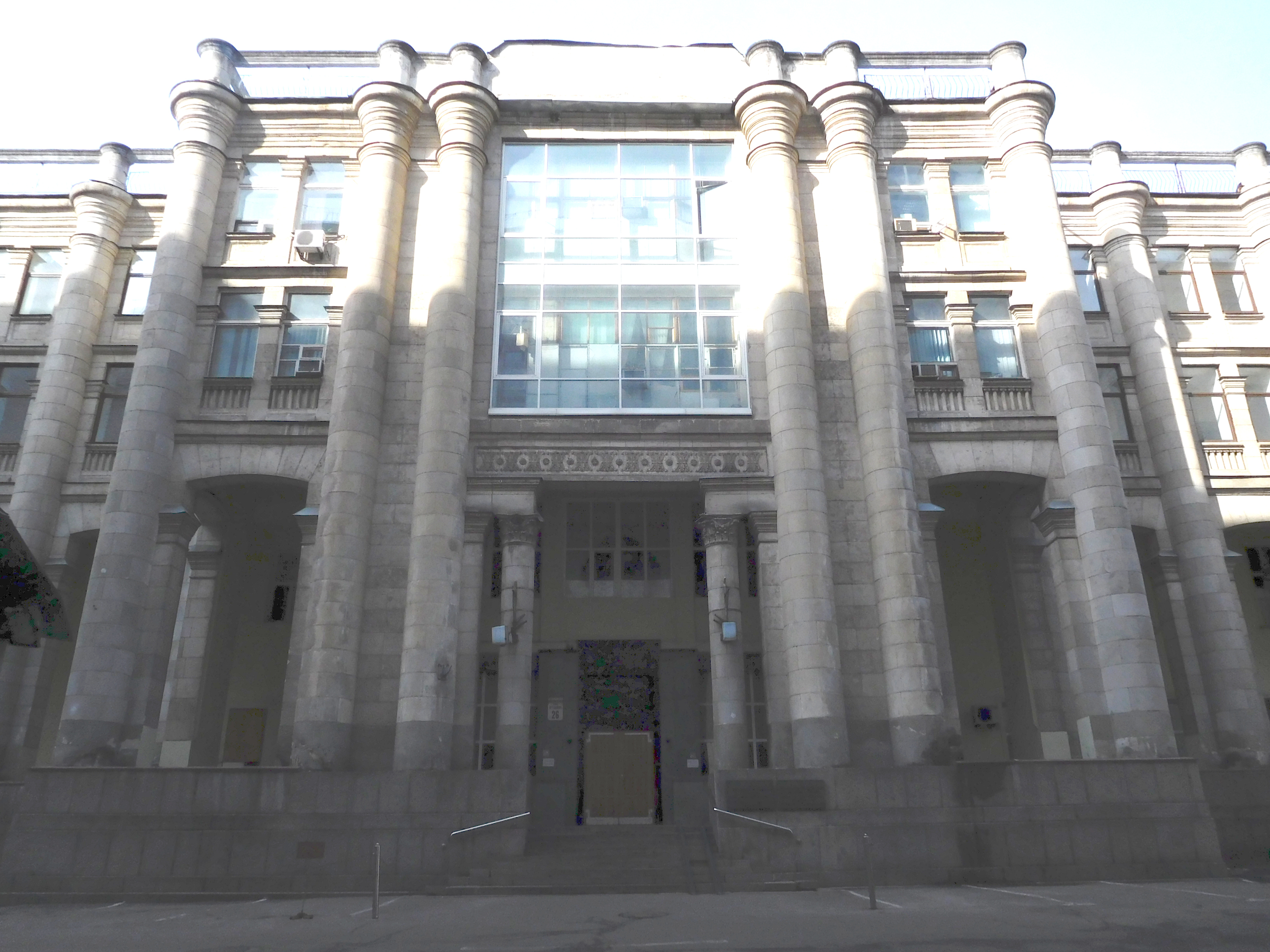
Het hoofdkantoor van NSTU in het centrum van de hoofdstad van Oekraïne

Nationale publieke teleradiomaatschappij van Oekraïne, afgekort in het Oekraïens als НСТУ (Romanisatie: NSTU), in de gesproken omgangstaal van het eigen land soms aangeduid met de bijnaam Суспільне (Romanisatie: Suspilne), is de publieke omroep van het Oekraïne. Het werd opgericht als opvolger Nationale Televisiemaatschappij van Oekraïne in 2017. Programma's worden aangeboden op nationale televisiezenders  Eerste, Publieke Cultuur, en satelliet-tv-kanaal Publieke Nieuws, landelijke radionetwerken Oekraïens radio, Radio Cultuur, Radio Straal, internationaal radionetwerk Oekraïens Radio Internationale en heeft nog eens 24 regionale vestigingen die uitzenden op hun regionale tv-zenders en radiostations en beheert het online nieuwsportaal suspilne.media, dat is onderverdeeld in rubrieken met nieuws over cultuur en sport.
NSTU is een naamloze vennootschap waarvan de aandelen voor 100% in handen zijn van de staat. Het Staatscomité voor televisie- en radio-uitzendingen van Oekraïne beheert de bedrijfsrechten van de staat in het geautoriseerde kapitaal van NSTU. De status wordt gereguleerd door de wet van Oekraïne "Op publieke televisie- en radio-uitzendingen van Oekraïne", vastgesteld op 17 april 2014. De omroep wordt gefinancierd uit de staatsbegroting van Oekraïne, lokale begrotingen, abonnementsgelden en andere inkomsten die niet bij wet verboden zijn. Overheidsinstanties hebben niet het recht zich te mengen in het softwarebeleid van het bedrijf.

## History
Op 7 november 2014 heeft het kabinet van ministers van Oekraïne een besluit aangenomen over de oprichting van een openbare naamloze vennootschap Nationale publieke teleradiomaatschappij van Oekraïne. Het maatschappelijk kapitaal van de vennootschap wordt gevormd ten laste van het vermogen van de Nationaal telebedrijf, Nationaal radiobedrijf, Staat teleradiomaatschappij «Wereld dienst «Oekraïense televisie- en radio-uitzendingen», Staat teleradiomaatschappij «Cultuur», regionale staatstelevisie- en radiomaatschappijen, Staat uitzending bedrijf «Krim», staatsorganisaties «Kyiv regionale staatstelevisie en radiomaatschappij», «Sebastopol regionale staatstelevisie en radiomaatschappij», Kryvy Rih regionale staatstelevisie en radiomaatschappij «Kryvorizhzhia», «Novgorod-Siversk regionaal staatstelevisie- en radiobedrijf «Siverska» en de Oekraïense studio van televisiefilms «Ukrtelefilm», die wordt geliquideerd.
Op 7 april 2015 vond de officiële presentatie en lancering van de publieke omroep plaats. In de uitzending veranderde de belangrijkste tv-zender Eerste Nationaal haar vorige logo in het logo van de publieke omroep. De eerste personen van de staat werden ook deelnemers aan de start van het sociale evenement. Met name Petro Porosjenko heeft de bijbehorende wet publiekelijk ondertekend.
Op 19 januari 2017 werd het bedrijf wettelijk geregistreerd.
Op 23 mei 2022 begon het bedrijf met het updaten van het ontwerpsysteem van zijn bedrijfsmiddelen. Het relevante besluit werd aangenomen door het NSTU-bestuur en op 19 mei wijzigde de Nationale Raad van Oekraïne voor televisie- en radio-uitzendingen de licenties van de omroep. Het project werd uitgevoerd met de hulp van BBC Media Action en financiering van het Ministerie van Buitenlandse Zaken en Gemenebestzaken van het Verenigd Koninkrijk. Het voorvoegsel «UΛ:» werd vervangen door «◖» — een halve cirkel, die vanaf 2020 digitaal werd gebruikt.